# Guy Chamberlin
Berlin Guy Chamberlin, detto Champ (Blue Springs, 16 gennaio 1894 – Lincoln, 4 aprile 1967), è stato un allenatore di football americano e giocatore di football americano statunitense nella National Football League (NFL) degli anni 20. È stato inserito nella Pro Football Hall of Fame nel 1965.

## Carriera professionistica
Originariamente un halfback nei primi anni giocati all'Università del Nebraska, Chamberlin si spostò nel ruolo di end nel prosieguo della sua carriera universitaria, venendo premiato come All-American. Tra il 1917 e il 1919 servì nell'Esercito e successivamente iniziò a giocare e allenare nella NFL. Come giocatore vinse un titolo coi Chicago Staley nel 1921 mentre nel doppio ruolo vinse quattro titoli di campione nell'arco di cinque anni: nel 1922 e 1923 coi Canton Bulldogs, nel coi 1924 Cleveland Bulldogs e nel coi 1926 coi Frankford Yellow Jackets.
L'anno successivo Guy passò ai Chicago Cardinals come giocatore per una stagione, diventando allenatore nel 1928, dopo il quale si ritirò con la squadra che aveva ottenuto una sola vittoria a fronte di 6 sconfitte. Il suo ruolino di allenatore nella NFL parla di 56 vittorie, 14 sconfitte e 5 pareggi.
Chamberlin fece ritorno a Blue Springs nel 1932, dove divenne un contadino, ispettore statale del bestiame e uomo d'affari. Un'autorità riconosciuta nel football, divenne anche un commentatore delle partite per le radio.
Fu inserito nella College Football Hall of Fame nel 1962 e nella Pro Football Hall of Fame nel 1965.

## Palmarès
- (5) Campionati NFL (1921, 1922, 1923, 1924, 1926)
- Formazione ideale della NFL degli anni 1920
- (1) First-Team All-Pro
- Pro Football Hall of Fame